# Parascotia fuliginaria
Parascotia fuliginaria là một loài bướm đêm trong họ Erebidae.

## Hình ảnh

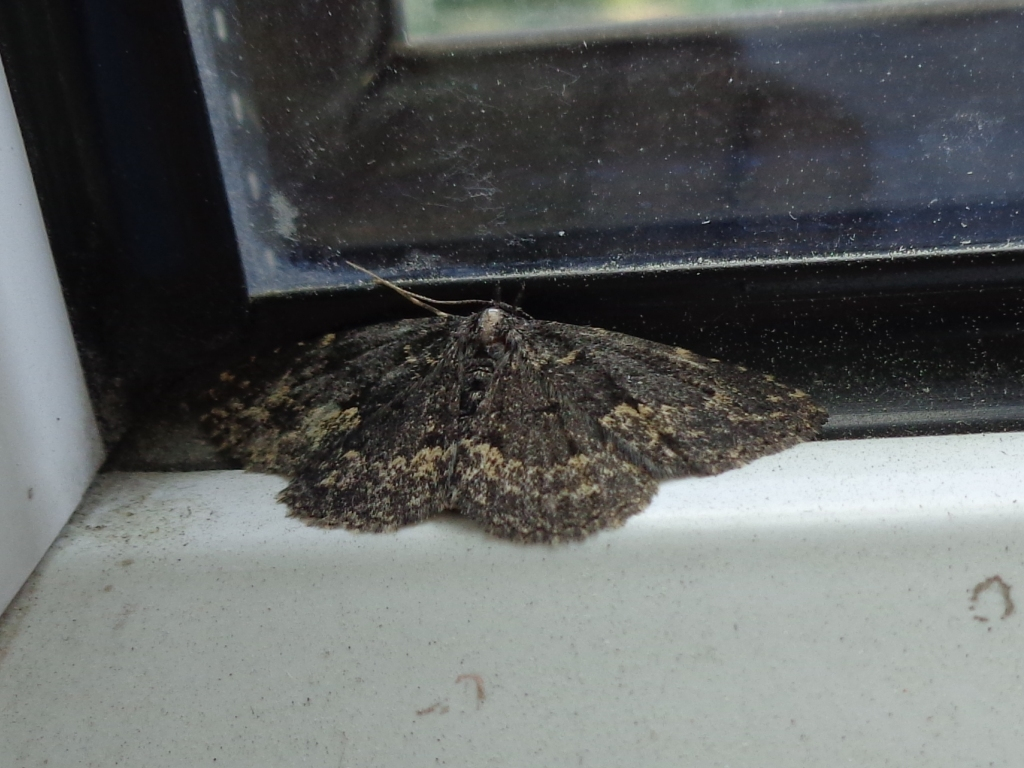
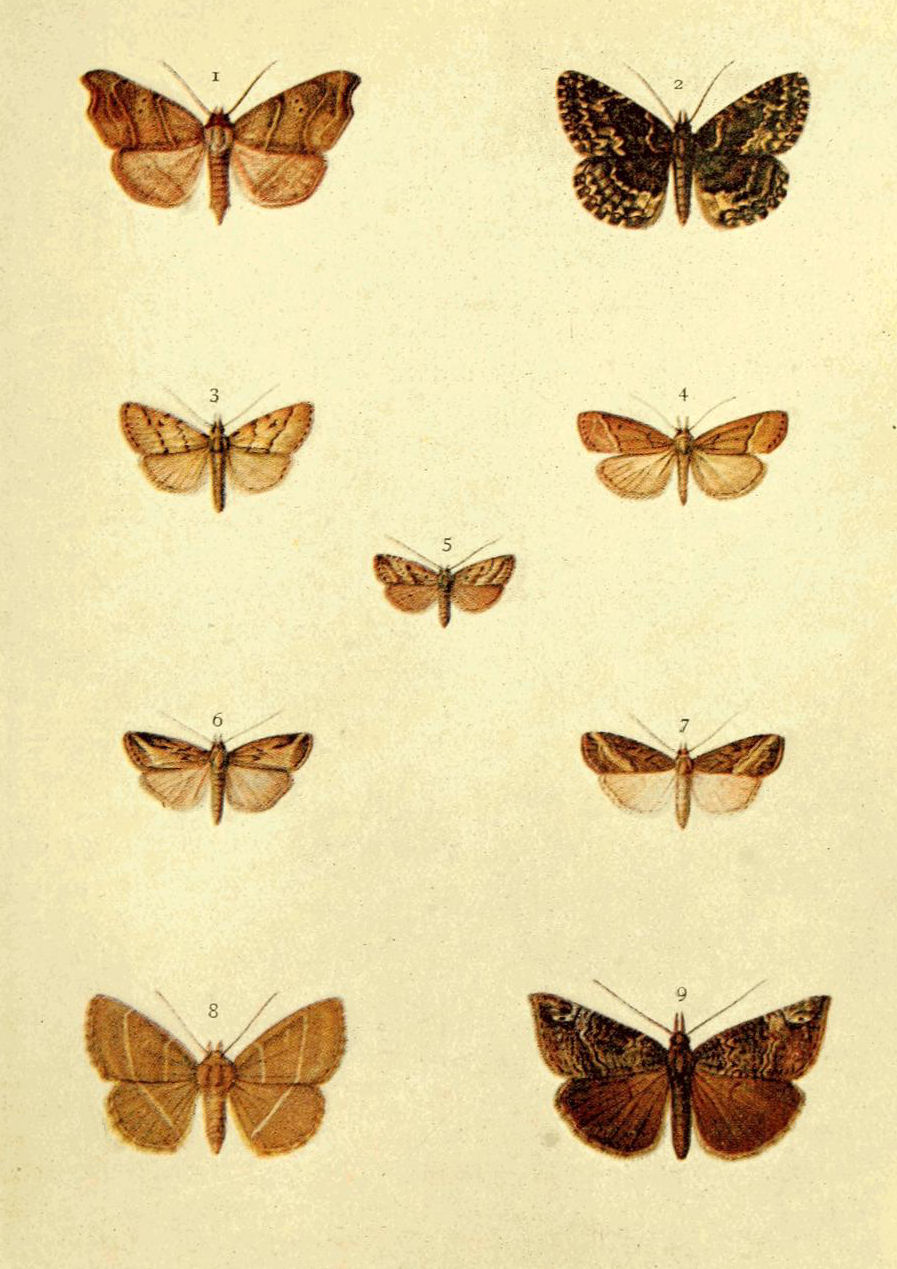
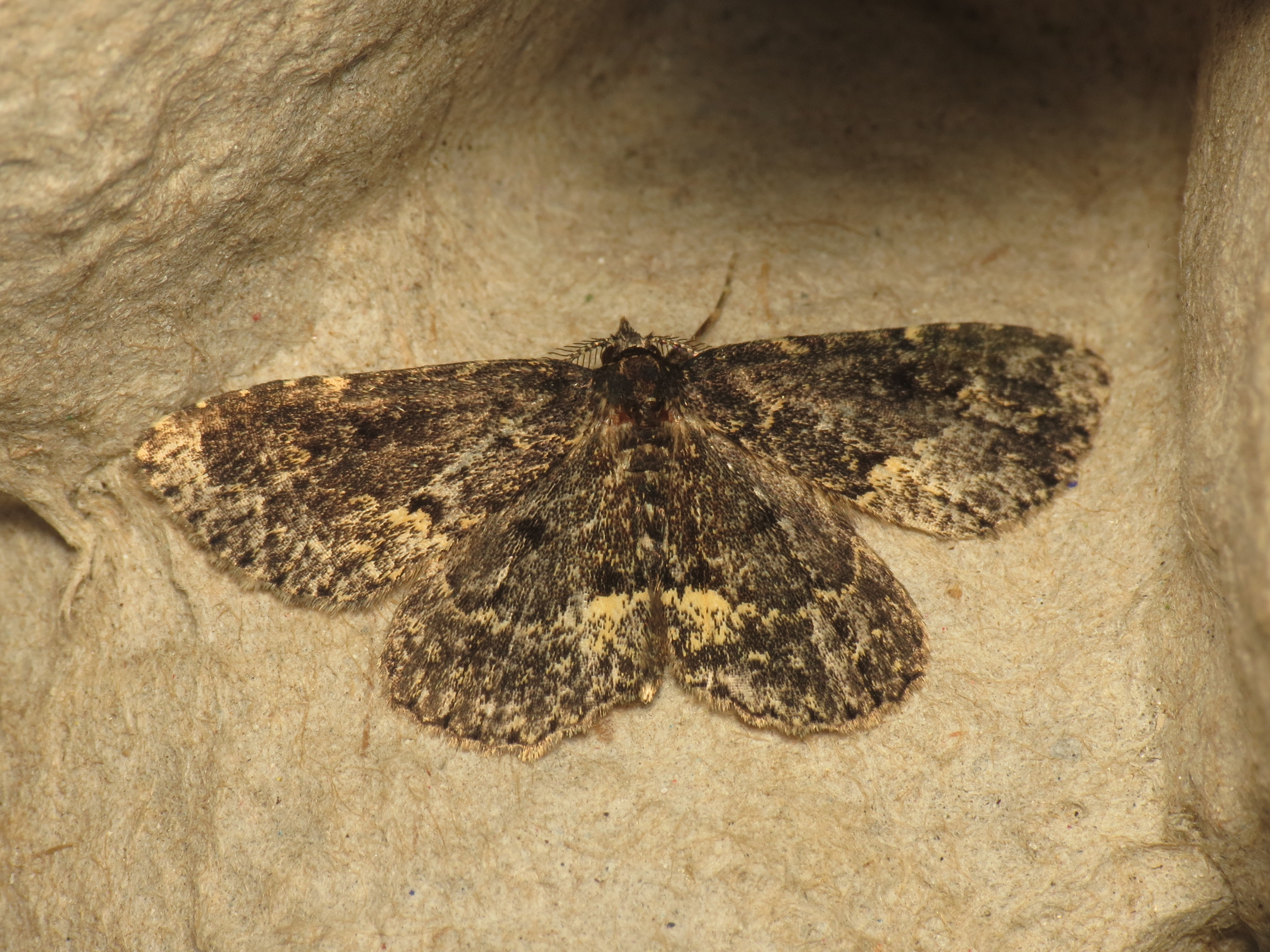
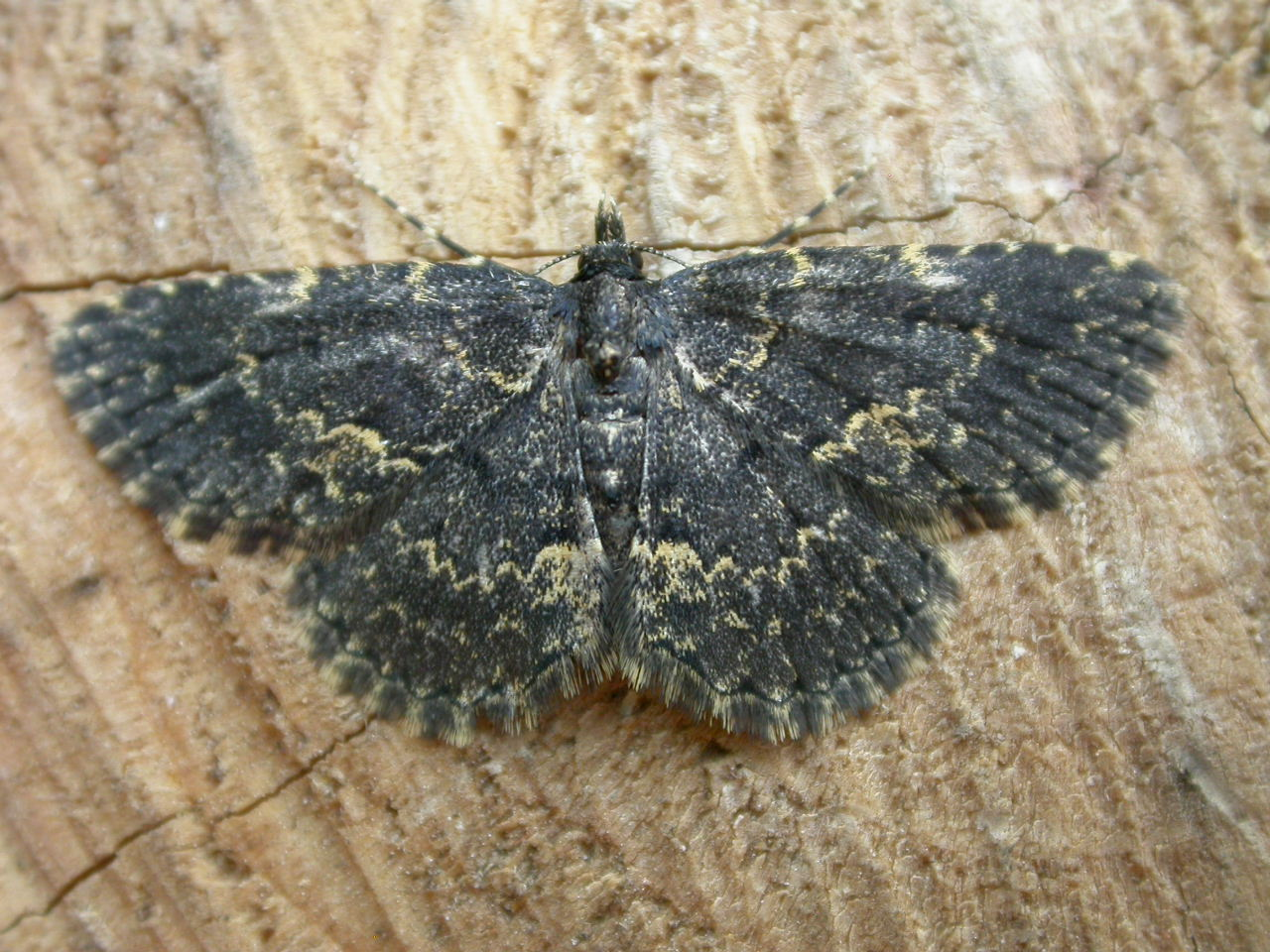